# Кастронно
Кастронно (італ. Castronno) — муніципалітет в Італії, у регіоні Ломбардія, провінція Варезе.
Кастронно розташоване на відстані близько 520 км на північний захід від Рима, 45 км на північний захід від Мілана, 10 км на південь від Варезе.
Населення — 5257 осіб (2014).
Покровитель — santi Nazzaro e Celso.

## Демографія
Населення за роками:

Станом на 1 січня 2023 року в муніципалітеті офіційно проживало 295 іноземців з 47 країн, серед них 45 громадян країн Євросоюзу та 7 громадян України.

## Сусідні муніципалітети
- Альбіццате
- Брунелло
- Каронно-Варезіно
- Мораццоне
- Суміраго